# Рада (телеканал)
«Рада» — украинский информационный телеканал, начавший вещание 6 сентября 2004 года.
Основная цель деятельности — освещение работы Верховной рады Украины, комитетов, комиссий, народных депутатов Украины, депутатских фракций и групп, и органов местного самоуправления, после переформатирования деятельности проводит аналитические и авторские передачи. Функционирует в структуре Дирекции телерадиопрограмм Управление делами Аппарата Верховной Рады Украины.

## История
Первая передача парламентского телевидения «Дневник сессии Верховной Рады Украины» вышла в эфир на Первом национальном канале 23 марта 1999 года. 27 марта на канале УТ-2 телезрители увидели первую еженедельную информационно-аналитическую программу «Парламентский вестник». 6 сентября 2004 года началось вещание канала.
У истоков украинского парламентского телевидения стояли украинские телевизионщики Николай Орловский и Светлана Макаренко. Они возглавили команду журналистов (Н. Андрощук, С. Глушенок, Л. Горицкая), режиссёров (А. Кучеренко, В. Шишков, Л. Чабаненко) и телеоператоров (В. Безпалый, О. Бузилевич, В. Пелешко, Б. Цендровский).

## Современность

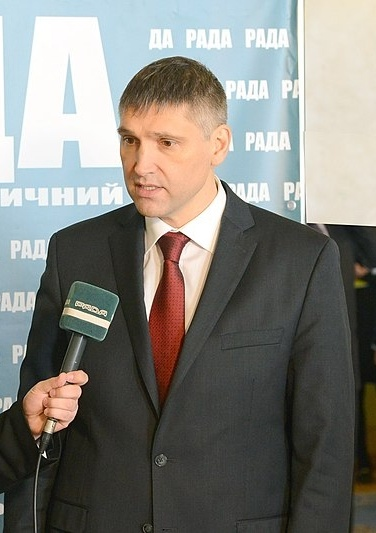
Депутат Юрий Мирошниченко даёт интервью журналисту ТК «Рада», 2013 год

В эфир выходят дискуссионные программы «Парламент», «Уроки парламентаризма», «Собственный взгляд», культурологические и познавательные программы региональных телекомпаний. В разное время выходили и выходят специальные проекты — «Экономические диалоги», «7 чудес Украины», «Объектив», «Мир дипломатии», «Время местного самоуправления», «Мировой уровень» и другие.
23 января 2013 года в прямом эфире стартовала программа «Экспертный совет» (совместный проект телеканала и Информационного агентства «RegioNews»).
С избранием Председателем Верховной Рады Украины Владимира Рыбака в марте 2013 года сменилось и руководство телеканала. Его возглавили Игорь Толстых, Виктория Максимовская, Вячеслав Мирошиченко.
7 марта 2014 года исполняющим обязанности директора канала «Рада» назначен Василий Климчук.
15 декабря 2021 года телеканал совершил перезапуск и перешёл на вещание в широкоэкранном формате изображения 16:9 и в стандарте высокой четкости (HD). При этом телеканал переформируется с парламентского вещателя на информационный.
В связи с вторжением России на Украину с 24 февраля 2022 года телеканал круглосуточно транслирует информационный марафон «Единые новости». В эфире отсутствует реклама.

## Ведущие

### Художники-мультипликаторы
- Назар Довгий
- Максим Сборовский
- Татьяна Гончарова[укр.]
- Анна Гомонай[укр.]
- Ольга Бутко
- Светлана Усенко

### Бывшие ведущие
- Владимир Петров
- Сергей Иванов
- Александр Десятников
- Кирилл Горбатюк
- Артём Бибик
- Лариса Богданова
- Олеся Ницевич
- Екатерина Федотенко